# Micropholis spectabilis
Espèce
Synonymes
- Pouteria spectabilis Steyerm.[2]

Statut de conservation UICN

 VU D2 : Vulnérable
Micropholis spectabilis est une espèce de plantes à fleurs de la famille des Sapotaceae.

## Publication originale
- Flora Neotropica, Monograph 52: 221–223, f. 35K–L. 1990. (26 Apr 1990)